# 佐伯明浩
佐伯 明浩（さえき あきひろ、1960年〈昭和35年〉7月29日 - ）は、日本の政治家。元香川県議会議員（4期　2007年 - 2021年）。4代香川県観音寺市長。

## 来歴
香川県三豊郡大野原町（現：観音寺市）出身。
1983年専修大学を卒業後、衆議院議員森田一国会事務所に入所し以後、私設・公設（第2・第1・政策）秘書を歴任。
2000年7月の第2次森喜朗内閣では森田の運輸大臣就任に伴い、運輸大臣政務秘書官に就任。
2007年に香川県議会議員選挙に無所属で立候補してトップで初当選。2011年は自民党公認で立候補してトップで再選、2015年は無投票で三選、2019年も無投票で連続4回当選する。
2021年6月、観音寺市長の白川晴司は勇退を表明、観音寺市長選挙に立候補することを表明した。11月14日に行われた市長選挙では新人候補を破って当選した。